# Camp de Neirab
Ne doit pas être confondu avec Neirab.
Le camp de Neirab ou camp d'al-Nayrab est un camp de réfugiés palestiniens situé près du village de Neirab, à côté d'Alep, en Syrie, à 13 km de Hama. Il est créé entre 1948 et 1950 à la suite de la Nakba.
C'est le plus grand camp de réfugiés palestiniens en Syrie, avec un nombre rapporté de 23 469 personnes en 2024. Il est également considéré comme l'un des plus pauvres.

## Histoire
Le camp a été créé en 1948 sur une surface de 0,15 km2, pour accueillir les réfugiés palestiniens qui deviennent exilés lors de la Nakba,. À l'origine, le camp se compose de baraquements utilisés par les troupes alliées pendant la Seconde Guerre mondiale, mais il s'étend rapidement au-delà de ces limites en raison du nombre de réfugiés.
Au début des années 1960, l'Office de secours et de travaux des Nations unies pour les réfugiés de Palestine dans le Proche-Orient (UNRWA) établit des projets pour supprimer le camp, sans que ces projets n'aboutissent. Au contraire, en 1988, il s'agit déjà du plus grand camp de réfugiés palestiniens en Syrie. Dans les années 2010, les baraquements sont encore perçus par certains réfugiés comme un symbole de leurs origines et de leurs luttes, même si la plupart, voire tous, des baraquements ont été détruits depuis. Le camp est décrit par l'UNRWA, au début des années 2010, comme ayant « les conditions de vie les plus abominables de tous les camps de réfugiés palestiniens en Syrie ». L'armée de l'air syrienne mène des raids à l'intérieur du camp pour cibler des militants du Hamas pendant la même période.
Un groupe paramilitaire, appelé le Liwa al-Quds, est composé avec certains habitants du camp pendant la guerre civile syrienne et soutient Bachar al-Assad. En 2016, le camp est privé d'eau pendant 80 jours. Le camp subit une émigration massive, par exemple, il est considéré que la plupart des réfugiés palestiniens parvenant à traverser en Turquie depuis la Syrie viennent de deux camps, Neirab et le camp proche et lié de Ein Al-Tal.

## Démographie
La population à l'intérieur et aux alentours du camp augmente rapidement, atteignant 13 032 personnes à l'intérieur et 11 676 personnes autour en 1988. En 2019, il est fait état d'une population d'environ 19 000 personnes, ce chiffre passe à un nombre rapporté de 23 469 personnes en 2024. On considère qu'il s'agit de l'un des camps de réfugiés palestiniens les plus pauvres en Syrie, aux côtés d'Ein Al-Tal, qui est une extension de Neirab,. Selon l'UNRWA, en 2024, il s'agit du plus grand camp de réfugiés palestiniens en Syrie.

## Personnalités liées au camp
- Rima Hassan (1992), juriste et femme politique franco-palestinienne[13],[14],[15].